# Ignacio Baleztena
Ignacio Baleztena Ascárate (Pamplona, Navarra, 2 de abril de 1887-Pamplona, 23 de septiembre de 1972) también conocido como Premín de Iruña y Tiburcio de Okabio, fue un abogado, escritor y político carlista español. 

## Biografía
Nació en el seno de una familia oriunda de Leiza. Su abuelo paterno, nacido en 1828, José Joaquín Baleztena Echeverría probó suerte en California y Cuba antes de regresar a su pueblo natal. Tanto él como su hijo, Joaquín Baleztena Muñagorri (1847-1917), padre de Ignacio, acumularon un notable patrimonio familiar en Leiza y en Pamplona.Probablemente habría sido Joaquín quien habría trasladado a su familia a Pamplona.Con varias propiedades rurales en los Valles Meridionalesfue cofundador de Conducción de Aguas de Arteta y accionista de varias otras empresas locales. Elegido concejal de Pamplona en las décadas de 1880 y 1890, se desempeñó como vicepresidente del Círculo Carlista local. La madre de Ignacio, María Dolores Ascárate Echeverría, era descendiente de una familia carlista, sirviendo su padre como oficial de Carlos V durante la primera guerra carlista.
Ignacio Baleztena fue el tercero de los nueve hijos del matrimonio.Se crio en un ambiente profundamente católico. Estudió la secundaria en el Colegio de los Escolapios de Pamplona. A su hermana mayor, María Isabel, quisieron casarla con Vázquez de Mella,pero el matrimonio no tuvo lugar. Su hermano, Joaquín fue un destacado líder carlista en Navarra. Su hermano pequeño, Pedro María, fue jugador profesional de pelota.

### Primeros años
Siendo un niño, en la década de 1890, Ignacio participó en las protestas contra la Gamazada. Muy joven organizó algunas fiestas locales como los santiburcios de Leizay en la casa familiar organizó representaciones teatrales amateur en las que dirigía a amigos y familiares. Estudió la carrera de Derecho en Deusto y Salamanca,donde coincidió con Miguel de Unamuno, entonces rector de la universidad.Durante sus años universitarios empezó su carrera literaria llegando a fundar su propia publicación El Bólido.

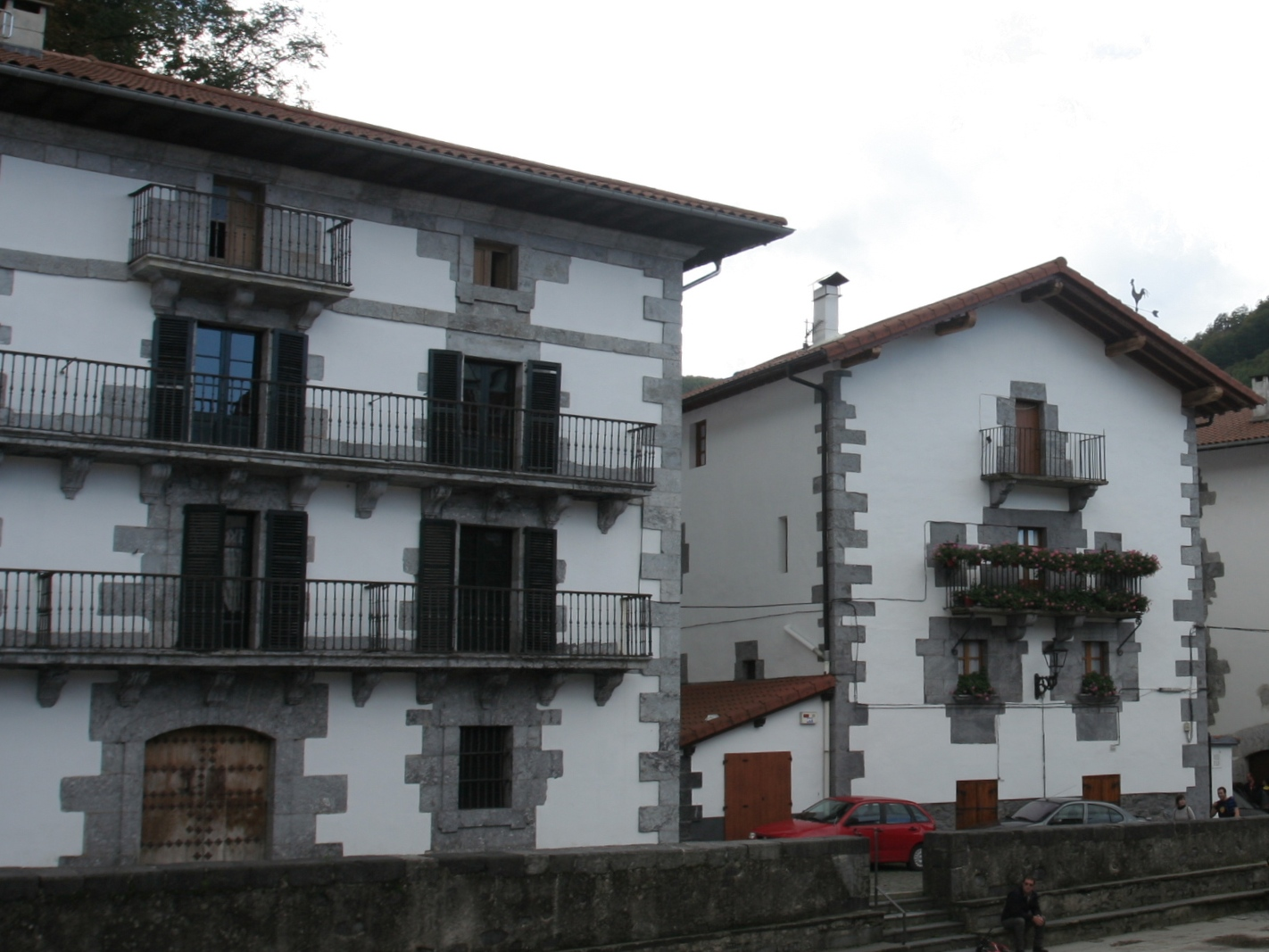
Casa Baleztena en Leiza

En 1908 acudió al multitudinario acto de Zumárragaal que acudieron 20.000 carlistas que recibieron a don Jaime en su primera visita a España como sucesor de Carlos VIIy con motivo del cual, Ignacio escribió la letra en castellano de la Marcha de Oriamendi, himno por excelencia del carlismo, cuya letra original es en euskera.
A los 25 años, en 1912, ya era el presidente de las Juventudes Jaimistas de Navarra. Fue secretario personal de su cuñado, el cónsul español en Pau hasta 1918.

### Concejal y diputado
En 1918 fue elegido concejal del ayuntamiento de Pamplona por la Comunión Tradicionalista. El escaño municipal le obligó a regresar de Francia, donde había iniciado una incipiente carrera diplomática. Impulsó la creación de la Caja de Ahorros de Navarra.Dirigió el semanario carlista "Joshe Miguel" en 1914 y "Radica" en 1919.En 1921 fue nombrado diputado foral jaimista y ocupó el cargo hasta 1928 año en que fue cesado por el gobernador. Fue uno de los impulsores del Comité Pro-Autonomía para las cuatro provincias forales Álava, Guipúzcoa, Navarra y Vizcaya, abogando en una proclama del 22 de diciembre de ese año firmada por una Junta Gestora de la Juventud Pro-Navarra por la reintegración foral plena.En 1922 asistió a la inauguración del monumento a los navarros que en 1521 defendieron el castillo de Maya y la independencia frente a los castellanos tras la Conquista de Navarra.

### Político carlista

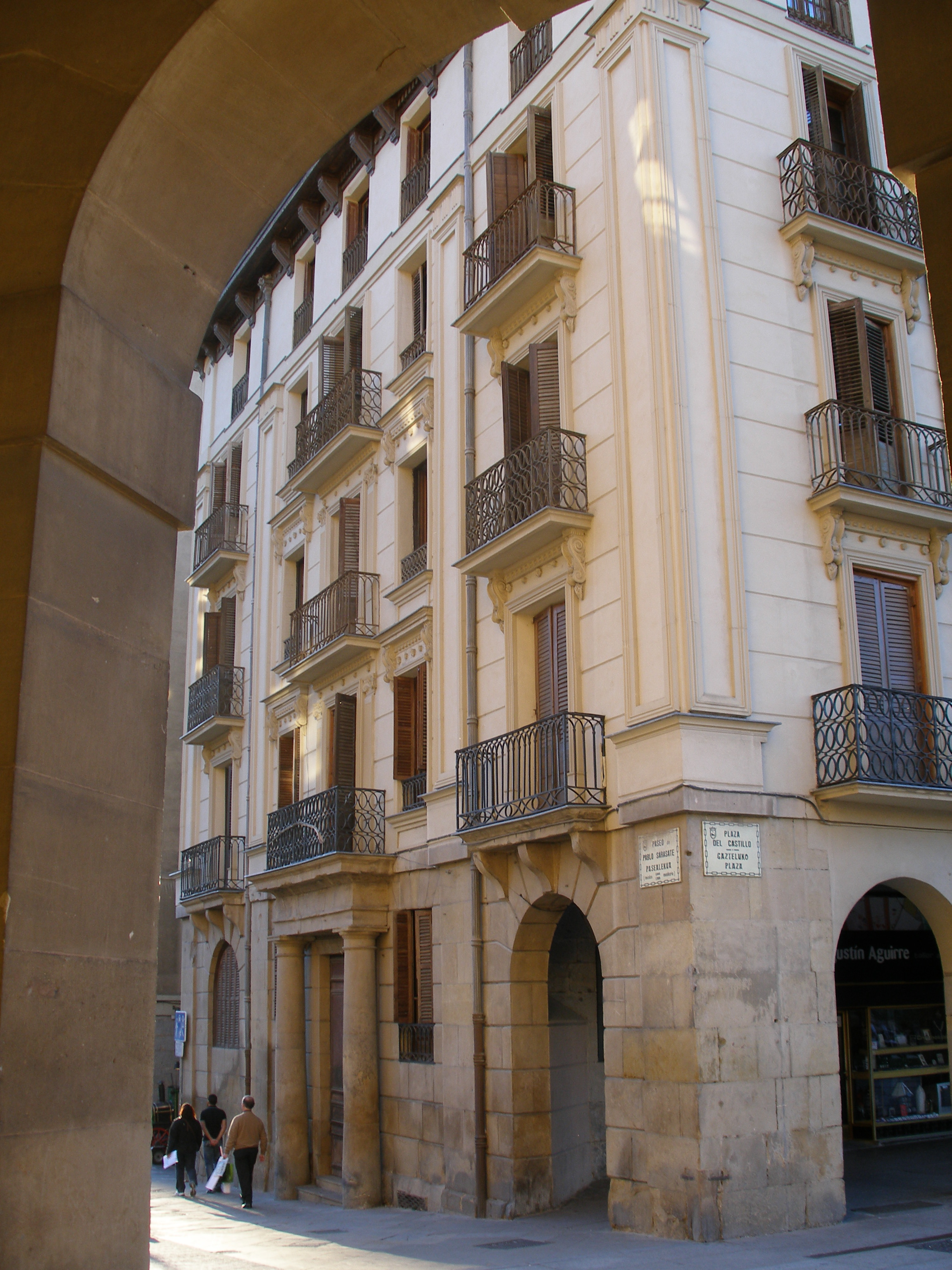
Casa de la familia Baleztena en Pamplona.

Durante la Segunda República Española, al inicio, cuando se debatió el Estatuto de Estella para las cuatro provincias, estuvo favor del mismo aunque él se manifestó a favor de un concordato directo Vasconia-Santa Sede que llevó a la invalidación del mismo cuando se aprobó la Constitución Española de 1931 en que se declaraba laica y con potestad exclusiva para dicha relación. Con posterioridad fue jefe carlista de la merindad de Pamplona. En 1932 la "casa Baleztena" fue incendiada por izquierdistas por lo que la familia pasó a residir en Leiza y San Sebastián hasta 1935.Sin embargo Ignacio no abandonó la ciudad y se quedó organizando el requeté, desde donde conspiró contra la República.En los meses previos al 18 de julio ofreció junto a su hermano Joaquín Baleztena, entonces jefe de la Junta regional carlista de Navarra, 8.400 requetés a Emilio Mola que fueron esenciales para el éxito de la sublevación en Navarra.
Al estallar la guerra civil española se alistó como voluntario requeté y marchó a Zaragoza formando parte del Tercio Santa María de las Nievesy más tarde, fue transferido al Tercio de Cristo Rey en el frente de Madrid sirviendo hasta el final de la guerra de forma intermitente.En este periodo 1936-1939 también fue oficial del Archivo General de Navarra. Durante la guerra ayudó a salvar a diversas personalidades republicanas, entre ellas el doctor Jiménez Díaz.
En 1937 se opuso al Decreto de Unificaciónpor el que la Comunión Tradicionalista fue fusionada con Falange Española y de las JONS formando lo que más tarde se conocería como el Movimiento Nacional.Durante la Segunda Guerra Mundial, los Baleztena ayudaron a refugiados franceses que huían de los nazis y demostraron simpatías anti-Eje.Entre los acogidos en su casa figura la familia del pretendiente orleanista al trono de Francia, Enrique de Orleans que se instaló en Pamplona.Formó parte de la Comunión clandestina o semioficial opuesta al Franquismo desde los años 40. En 1952, durante una visita de Franco a Pamplona en la que dio un discurso desde el balcón del edificio del Ayuntamiento, en contraste con la decoración de la plaza, la vecina casa de los Baleztena permaneció totalmente cerrada y vacía, con un inmenso retrato de San Francisco Javier en su fachada como manifestación de apoyo al regente carlista, Don Javier. Como consecuencia posteriormente recibieron amenazas del Frente de Juventudes.

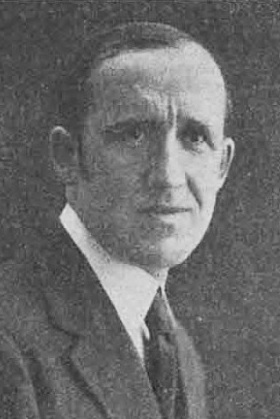
Ignacio Baleztena en 1930

Los Baleztena se opusieron públicamente a la escisión Juanistaen el seno del carlismo. En 1968, unas semanas antes de su expulsión de España, don Javier estuvo en Leiza visitando a Ignacio Baleztena.Aunque inicialmente apoyaron a Carlos Hugo,en los años 60 se enfrentaron a la deriva progresista y anti-tradicionalista que lideró al frente del Partido Carlista del que Ignacio fue expulsado en los años 70.

### Folclorista
Junto a su dedicación a la política y a su interés por la historia y la literatura, los Sanfermines fueron otro eje principal de su biografía: fue el autor de la canción "Uno de enero, dos de febrero...",puso letra a la Diana de San Fermín, promovió el "Riau-Riau" y fue el primero que rubricó con esa expresión el Vals de Astráin, organizó festivales folclóricos, fundó la peña Muthiko Alaiak y el grupo de danzas municipal.
Tras la guerra, fue consejero y accionista de Editorial Navarra, empresa creada ex profeso como subterfugio para evitar la absorción por el régimen del periódico carlista El Pensamiento Navarro.
Su amor a Pamplona se tradujo además en múltiples iniciativas: en 1922 organizó los actos conmemorativos del tercer centenario de la canonización de San Francisco Javier, promovió y revitalizó las comparsas de gigantes y cabezudos, recuperó la tradición del Rey de la Faba, puso en marcha la Cabalgata de Reyes y el Homenaje a la Vejez, y organizó el programa para el quinto centenario del Privilegio de la Unión. En 1940 fundó junto con su hermana Dolores Baleztena el Museo de Recuerdos Históricos del Carlismo de Pamplona, del que fue director hasta que fue cerrado a mediados de los años 60.El Museo iba a trasladarse a la Ciudadela de Pamplona, que iba a ser entregada al ayuntamiento de manos del Ejército, sin embargo la falta de acuerdo entre las autoridades y los Baleztena hizo que la mayor parte de objetos se quedaran en la Casa Baleztena. Estas piezas acabaron siendo sustraídas de una exhibición por el EKA, sección vasconavarra del Partido Carlista en 1975, muchas de las cuales acabaron donándolas al Museo Carlista de Estella donde pueden verse hoy.
Fue secretario del Comité Provincial de Turismo en enero de 1948. Director del Museo de Navarra (octubre de 1949) y miembro de la Junta Permanente de la Sociedad de Estudios Vascos.
Aunque su lengua materna era el español,defendió y promovió la lengua y cultura vascas. Se opuso al movimiento nacionalista vasco a través de su semanario antieuzkadiano Joshe Miguel fundado en 1913, promoviendo la Euskalerria tradicional frente a la nacionalista Euzkadi.Se opuso al uso de la ikurriña frente a las banderas locales tradicionales y criticó la invención de fiestas nuevas como el Aberri Eguna cuya cuarta edición se celebró en Pamplona.
En 1925 cofundó la Euskeraren Adiskideak, asociación para la promoción de la cultura vasca en Navarra.En 1931, el grupo Zaldiko Maldikocomo grupo folclórico de danzas tradicionales. En 1934 la peña Muthiko Alaiak, como grupo para bailes y representaciones teatrales, funcionó como asociación cultural opositora que se burlaba y satirizaba a las autoridades, primero republicanas y después franquistas. Sin embargo, desde los años 60 es una peña izquierdista y nacionalista vasca.
Católico, escribió obras de teatro, fundó y dirigió varias publicaciones y publicó folletos divulgativos sobre temas populares con títulos que dejan claro su talante: "De cómo Kilikizarra murió y estiró la garra", "Cirilo por San Fermín pasó aventuras sin fin", "Abundio te la cedo", "El submarino de Dositeo", "Bromas de Cupido", etc. Colaborador de El Pensamiento Navarro y Diario de Navarra utilizando los pseudónimos de "Premin de Iruña" y "Tiburcio de Orkabio".
Fue uno de los fundadores de la revista Pregón, en 1943, su colaboración fue continua al igual que la de sus hermanas Dolores y Sylvia.
En palabras del alcalde de Pamplona, Joseba Asirón: «contribuyó a dibujar el alma de Pamplona y sus fiestas en el siglo XX, y el volumen y la amplitud de sus aportaciones en este sentido es, sencillamente, apabullante».

## Familia
Ignacio se casó en 1927 con Carmen Abarrategui Gorosábel. Tuvieron 10 hijos. El mayor, Joaquín (Joaquincho), fue consejero de El Pensamiento Navarro;Javier, fue director del Archivo General de Navarra e historiador local; Cruz María, cineasta.La mayor parte de su familia permaneció vinculada al carlismo.